# Okresní přebor
Okresní přebor je český televizní seriál z prostředí venkovského fotbalového klubu TJ Slavoj Houslice.

## Obsazení
| Ondřej Vetchý      | Jirka Luňák – kapitán a trenér týmu (hrající na pozici záložníka)                        |
| David Novotný      | Jarda Kužel – zástupce kapitána (hrající na pozici hrotového útočníka)                   |
| Luděk Sobota       | Václav Orel – předseda klubu a manžel Antonie Hnátkové                                   |
| Leoš Noha          | Áda Větvička – zdravotník týmu, místní veterinář a přítel Ilony                          |
| Pavel Kikinčuk     | Ludva Hovorka – pokladník                                                                |
| Jaroslava Pokorná  | Antonie Hnátková – vdova po bývalém trenérovi Josefu Hnátkovi a žena Václava Orla        |
| Tatiana Vilhelmová | Ilona Hnátková – neteř Toničky a Ádova přítelkyně                                        |
| Pavel Nečas        | Luboš Matějka – sponzor klubu a majitel místní hospody                                   |
| Barbora Poláková   | Jana – Jarmilova přítelkyně                                                              |
| Jana Pidrmanová    | Lucka Luňáková – dcera Jirky Luňáka a přítelkyně Tomáše Vápeníka                         |
| Ivan Trojan        | Bohumír Zenkl – trenér týmu (na krátkou chvíli)                                          |
| Václav Kopta       | Arnošt Krob – řidič klubového minibusu                                                   |
| Lukáš Příkazký     | Tomáš Vápeník – profesionální fotbalista a přítel Lucky Luňákové                         |
| Oldřich Limport    | pan Jebavý – věrný fanoušek týmu                                                         |
| Martin Pechlát     | Dittrich – rozhodčí duelu TJ Slavoj Houslice vs. FK Kostomlaty                           |
| Petr Nárožný       | František Kraj – inspektor z kraje                                                       |
| Ladislav Županič   | Marcel Kachnička – novinář z kraje                                                       |
| Jakub Kohák        | Kája Vachopulos – brankář týmu                                                           |
| Ladislav Hampl     | Jarmil Hubáček – hráč týmu, pracuje v hospodě majitele Luboše Matějky                    |
| Martin Bao         | Phun Ding Dung – jediný hráč, který přišel z náboru (hrající na pozici záložníka)        |
| Lukáš Langmajer    | Tonda Nádeník – hráč týmu (hrající na pozici levého obránce), ve vztahu s Jindrou        |
| Karel Wiencek      | Jindra Konipásek – hráč týmu (hrající na pozici středního záložníka), ve vztahu s Tondou |
| Milan Štróbl       | Čeněk Pazdera – hráč týmu                                                                |
| Petr Franěk        | František „Ovce“ Mažňák – hráč týmu (hrající na pozici obránce)                          |
| Petr Růžička       | Láďa Křivánek – hráč týmu                                                                |
| Jarmil Škvrna      | Norbert „Řepa“ Kott – hráč týmu (hrající na pozici obránce)                              |
| Karel Čech         | Jan Provazník – hráč týmu (hrající na pozici obránce)                                    |
| Jiří Petříš        | Jirka Mazánek – hráč týmu (hrající na pozici záložníka)                                  |
| Lukáš Jambor       | Jarda Veselý – hráč týmu (hrající na pozici obránce)                                     |
| Alena Mihulová     | Marie Luňáková – Jirkova manželka a matka Lucky                                          |
| Marika Procházková | Tereza Kuželová – Jardova manželka                                                       |

## Seznam epizod
| Epizoda | Název            | Česká premiéra     | Scénář                         | Režie           | Sledovanost v milionech | Poznámka                                                                                             |
| --- | ---------------- | ------------------ | ------------------------------ | --------------- | ----------------------- | --- |
| 1 | Pohřeb           | 6. září 2010       | Jan Prušinovský                | Jan Prušinovský | 1,599                   | – |
| Děj: Klubu umře starý trenér (Josef Hnátek; † 5. srpna 2009). Tým si tak musí najít nového. Tím se nakonec, za pomoci dohody, stává Jirka. Ještě se ale musí vyřešit pohřeb trenéra Hnátka. Ten si ve své závěti přeje, aby byl jeho popel rozprášen na fotbalovém hřišti na středovém kruhu, kvůli tomu, že prý se nikde jinde necítil tak dobře, jak s klukama na hřišti. Nakonec bylo jeho přání vyhověno. |                  |                    |                                |                 |                         | |
| |                  |                    |                                |                 |                         | |
| 2 | Nábor            | 13. září 2010      | Jan Prušinovský a Petr Kolečko | Jan Prušinovský |                         | – |
| Děj: Jarmil se nečekaně zraní při sekání hřiště. Bohužel za něj neexistuje náhrada. Tým tak rozjíždí nový nábor hráčů. Zájem moc velký není, ale přece se nějací zájemci našli. Nakonec na konkurzu uspěje pouze Phun Din Dung. Ten je očima ostatních hráčů podceňovaný, ale v následujícím zápase Houslic, když se jim zraní Mažňák, je Phun poslán na hřiště a díky jeho gólu se nastartuje obrat Slavoje, který nakonec v tomto utkání vyhraje. Hráči Slavoje slaví výhru v hospodě Luboše Matějky a zrovna v tu chvíli přichází Jarmil. Během dílu chtěl také odejít i kapitán a trenér v jednom: Jirka do týmu Skromníže, kvůli lepšímu zázemí klubu, avšak po výhře ho přechází chuť a zůstává ve Slavoji. |                  |                    |                                |                 |                         | |
| |                  |                    |                                |                 |                         | |
| 3 | Fanynka          | 20. září 2010      | Jan Prušinovský a Petr Kolečko | Jan Prušinovský |                         | Jako člen hlavního obsazení nastupuje Taťána Vilhelmová jako Ilona                                   |
| Děj: Tým nachází novou fanynku Ilonu, která je také zároveň neteří Antonie Hnátkové. Jenže díky ní tým především prohrává jeden zápas za druhým. Zároveň se Ilona snaží seznámit s hráči a realizačním týmem Slavoje, aby si potom mohla o nich zjistit spoustu informací kvůli své disertační práci. |                  |                    |                                |                 |                         | |
| |                  |                    |                                |                 |                         | |
| 4 | Jesle            | 27. září 2010      | Jan Prušinovský a Petr Kolečko | Jan Prušinovský | 0,929                   | – |
| Děj: Hlavní tahoun týmu Jarda Kužel nemůže v noci spát. Neustále se mu zdají noční můry o tom, jak mu pořád nějaký hráč dává jesle. A tak má deprese a nemůže hrát. Takhle už se to táhne několik dní, několik týdnů. Nakonec při jenom tréninkovém momentu dal jesle svému nejlepšímu kamarádovi Jirkovi a tím vlastně také přenesl i celý ten jeho problém. Druhý den ráno se své ženě pochlubí, že ten jeho problém je pryč a že se mu zdálo, že hrál proti Barceloně a dal jesle Messimu a hattrick k tomu. Teď však ale zažívá tyto noční můry a problémy Jirka. |                  |                    |                                |                 |                         | |
| |                  |                    |                                |                 |                         | |
| 5 | Forbes           | 4. října 2010      | Jan Prušinoský                 | Jakub Kohák     | 1,029                   | – |
| Děj: Pokladník týmu Ludvík Hovorka má rád výherní automaty. Neustále chodí k automatům a hází do nich jednu minci za druhou. Jednoho dne však se chce oběsit, aby se ostatní nedozvěděli, že klub už nemá žádné peníze. Jenže kluci mu v tom zabrání a tak mu nezbývá nic jiného, než to ostatním prozradit. A tak začíná velká loupež automatu, za účelem získat zase zpátky své peníze, před krachem a zaniknutím klubu. Peníze sice úspěšně získají zpět, jenže se o tom dozví majitel místní hospody Matějka a žádá klub, aby ho jmenovali bossem mužstva. Toto přání mu bylo nakonec vyhověno. Díky tomu také tým získává nového sponzora: Jatka Matějka. |                  |                    |                                |                 |                         | |
| |                  |                    |                                |                 |                         | |
| 6 | Lucka            | 11. října 2010     | Jan Prušinovský                | Jan Prušinovský | 1,174                   | – |
| Děj: Do Houslic přijíždí Lucka, dcera Jirky Luňáka. Jirka je rád že přijela, až do té doby, než mu nejprve vynadá za to jak trénuje a potom mu oznámí, že si našla přítele Tomáše a že zřejmě skončí s fotbalem (i když je to nadějná hráčka pražské Sparty), protože chce být modelkou. Jirka je nejprve z Lucčiných slov naštvaný a nesvůj, proto na ni vyjede a nakonec odchází do hospody. Poté ale co zjistí, že Lucka chodí s legendárním fotbalistou Tomášem Vápeníkem (kterého si zahrál Lukáš Příkazký) odpustí ji. |                  |                    |                                |                 |                         | |
| |                  |                    |                                |                 |                         | |
| 7 | Kopačák          | 18. října 2010     | Jan Prušinovský                | Jan Prušinovský | 1,052                   | – |
| Děj: Nejen hráči ale i někteří členové realizačního týmu si stěžují na své fotbalové míče, které používají na trénování i hraní zápasů. Velká většina z nich je už velice poškozená a lítají za bránu do nedaleké řeky. Tým se tak rozhodne koupit přes e-shop Roteiro, legendární balón z EURA 2004, aby nějak vynikli mezi ostatními kluby. Nakonec si však tento balón zařídí Matějka. V tu chvíli chce brankář týmu Kája kopat penalty, i když je brankářem mužstva. Matějka před zápasem Houslic s Hlístkama poví mužstvu, že pokud se bude v zápase kopat penalta, bude ji zahrávat Kája a že si kluci musí dávat pozor na Roteiro, aby jim nezaletělo pryč. V zápase pak přichází situace, kdy dojde k faulu na Phuna v pokutovém území a je nařízena penalta pro Houslice, kterou jde doopravdy kopat Kája. Jenže při svém pokusu dát gól selže, branku překopne a díky tomu Slavoj ztratí možnost vyhrát zápas za 3 body. Od té doby už nejenže tým napořád hrál se zničenými balóny, ale také Kája už nikdy nešel zahrávat penalty. |                  |                    |                                |                 |                         | |
| |                  |                    |                                |                 |                         | |
| 8 | Schůze           | 25. října 2010     | Jan Prušinovský                | Jan Prušinovský | 1,048                   | Speciální host: Ladislav Županič jako novinář Kachnička Host: Václav Kopta jako Krob a další         |
| Děj: Podzimní část nové sezóny pro tým Slavoj Houslice nabírá konce a klub se momentálně drží na 2. místě. Lepší už je jen tým FK Kostomlaty. Při této příležitosti byla od celého mužstva připravena akce, na které by se, kromě tancování a degustace občerstvení, vyhlašovala cena pro nejlepšího hráče podzimu a které by se měl zúčastnit i novinář z kraje Marcel Kachnička. Hráči už tak nějak přemýšlí, kdo by tu trofej měl vyhrát. V okamžiku vyhlášení vítěze dojde i k menší potyčce, hlavně proto, že Jirka neunese to, že tu cenu vyhrál Jarda, který odehrál pouze 4 zápasy v celé dosavadní sezóně a ostatní museli odehrát skoro všechny. Toho se hned chytá především pan Kachnička a snaží se z této situace udělat reportáž do Krajských listů. Nakonec Kachničku (kvůli nevhodným otázkám a poznámkám směřující k celému mužstvu) z místnosti vyhodí a Čenda Pazdera mu navíc na rozloučenou zničí mobil, ve kterém byla celá reportáž natočena. Poté se taky Jirka Jardovi omluví. |                  |                    |                                |                 |                         | |
| |                  |                    |                                |                 |                         | |
| 9 | Na váhu          | 1. listopadu 2010  | Jan Prušinovský                | Jan Prušinovský | 1,143                   | Speciální host: Ivan Trojan jako trenér                                                              |
| Děj: Od nové sezóny je trenérem (a kapitánem zároveň) klubu Jirka i přesto, že nemá oficiální trenérskou licenci. Na začátku jarní části sezóny přivádí Matějka nového trenéra i s licencí, Bohumíra Zenkla. Ten zavádí pro hráče nové metody tréninku a zároveň si plánuje koupit tři nové posily pro tým, protože podle jeho slov pouze Jirka je (co se týče fyzických záležitostí) největší tahoun týmu. Hráčům (až na Jirku) a později i realizačnímu týmu se však trenér moc nelíbí, a tak mu provádí nejrůznější činnosti, aby byl z týmu vyhozen (např. Jarmil mu nalije neznámou tekutinu do chladiče auta, aby díky tomu nestačil včas přijet na tréninky). Jenže nakonec to nešlo tak jednoduše, jak se nejprve zdálo a Zenkl si vždy dokázal v těchto situacích nějak poradit. Zenkl byl ale také významný v tom, že rozdával hráčům za nejrůznější slova a činnosti pokuty. A tak byl právě kvůli nim po krátké dohodě s vedením nakonec vyhozen. Jeho místo znovu zabírá Jirka, který ale začne trénovat podobně jako bývalý trenér. Hráči sice z toho nejsou moc nadšení, ale v pozdějších fází sezóny podávají v zápasech a na trénincích lepší a lepší výkony. |                  |                    |                                |                 |                         | |
| |                  |                    |                                |                 |                         | |
| 10 | Jaro             | 8. listopadu 2010  | Jan Prušinovský                | Jan Prušinovský | 0,943                   | – |
| Děj: Dříve, když ještě byl Hnátek na živu a hrál fotbal s Václavem za Houslice a hráči mohli postoupit do vyšší ligy, došlo k zásadnímu zvratu celé jejich vysněné cesty. Podle několika zmínek ze seriálu (i z filmu, který byl natočen po seriálu a odkazuje na události před seriálem) si to Václav užil s Antonií v šatnách a od té chvíle se jejich představa o vyšší lize začala pomalu vzdalovat, až nakonec zůstali pro příští sezónu ve té stejné. Teď už je ovšem Václav o něco starší a už dávno není brankářem klubu, ale předsedou a Antonie už je vdovou. Jenže oba dva by se i po tom všem rádi vzali. Tak se Václav obrací na kluky, jestli by mu nějak nepomohli. Navrhují, aby ji pozval na večeři do Matějkovy hospody a při nějaké vhodné příležitosti ji požádal o ruku. Nakonec večeře dopadne tak, že když se pokusí Václav požádat Toničku o ruku, Tonička se Václavovi svěří ohledně toho, že prý už s ním má i naplánovanou svatbu a všechno, což Václava zaskočí. Nakonec Tonička vstane, poděkuje za večeři a odejde. Od té doby je z toho Václav celý zklamaný, ale když se mu Jirka svěří s tím, že Václav byl vždy jeho idol a že ho nechce vidět takto zklamaného, tak se Václav znovu odhodlá, požádá Toničku o ruku a ona souhlasí. |                  |                    |                                |                 |                         | |
| |                  |                    |                                |                 |                         | |
| 11 | Konvoj           | 15. listopadu 2010 | Jan Prušinovský a Petr Kolečko | Jakub Kohák     | 0,943                   | Host: Václav Kopta jako Krob                                                                         |
| Děj: Hráči a funkcionáři týmu se už pomalu chystají na hostující zápas v Újezdu. Jenže to není jen tak. Řidič klubového minibusu Krob má jakési problémy ohledně opravy minibusu a nemůže se vyjet dřív, než to opraví. Tak zaúkoluje i zdravotníka týmu Ádu, aby skočil do skladu pro kanystr s palivem. Hned jak se vrátí s kanystrem, nalije palivo do nádrže. Jenže Áda vezme kanystr s benzínem, i když minibus jezdí na naftu, a tak se motor zadře a není možné s minibusem odjet na zápas. Jirka ale přichází s novým nápadem – na zápas pojedou svými auty. Proto Jirka vezme svoje auto a odjedou do Újezdu v sedmi lidech. Ludva dostane povolení vzít si auto od Matějky a nabírá zbytek hráčů a některých funkcionářů. Problém však začíná od chvíle, kdy Ludva do GPS zadává nesprávný Újezd, kam dojedou a tak je potom Jardou, který už je z té jízdy celý naštvaný, vyhozen i s GPS a musí dojít do Houslic po svých. Zápas, i přes několik minut čekání na hráče, odehraje Slavoj v sedmi hráčích (nejmenší možný počet hráčů k tomu, aby mohl být zápas odehrán). Za pomoci důrazné hry od Ády a nepískání několika faulů od Slavoje, vítězí Slavoj venku proti Újezdu 2:0 a auto, s řidičem Jirkou, jede nadšeně domů. Poté dojede auto s řidičem Jardou do Újezdu, kde zjistí, že zápas už skončil a vrací se domů. Nakonec Kája, Jarmil a Áda ještě trošku předělali Krobův minibus, který když ho našel, byl z něho celý nešťastný. |                  |                    |                                |                 |                         | |
| |                  |                    |                                |                 |                         | |
| 12 | Láska            | 22. listopadu 2010 | Jan Prušinovský a Petr Kolečko | Jan Prušinovský | 0,946                   | – |
| Děj: Na tréninkovém hřišti se Tonda z neznámých důvodů naštve na Jindru a odejde (zřejmě proto, že zdržoval Tondovo zahrávání volného kopu, tím že říkal Tondovi, kam by tu střelu mohl umístit, mezitím co on byl v bráně). Následně přijde na hřiště Jarda, kopne do balónu, dá gól, ale potom odkulhá pryč (zřejmě si během střely natáhl stehenní sval). Následně potom Tonda všem hráčům a funkcionářům ohlašuje, že v klubu končí. Jarda se snaží udělat cokoliv, jen aby se mu svěřil. Nakonec mu Matějka prozradí, že Tonda už delší dobu pobývá v kabinách. Jednoho dne zkusí Jirka, Jarda, Áda a Václav zjistit, co Tondu trápí. Rozhodnou se počkat do pozdních večerních hodin na hřišti (schovaní za sadou panáků k zahrávání volných kopů) , dokud nepřijde Tonda. Když přišel a šel do kabin, vyslali kluci Jirku, aby šel zjistit, co se děje. Jirka potom najde nahého Tondu společně s nahým Jindrou, a tak celý tým zjistil, proč chtěl Tonda odejít a okolí neříkalo Tondovi s Jindrou nijak jinak, než homosexuálové (přitom je Tonda ženatý s Jirkovou sestrou a má s ní jedno dítě). Jirka byl z toho navíc tak zoufalý, že neustále se mu o tom zdálo a plánoval se obou dvou nějak zbavit. Nakonec ale se všichni udobří a připravují na zápas s Chojčicema, které je čeká. Jenže sotva začne zápas, hráč soupeře zraní Tondu, který musel být z trávníku odnesen v nosítkách, a pak nastane mezi všemi hráči potyčka. |                  |                    |                                |                 |                         | |
| |                  |                    |                                |                 |                         | |
| 13 | Inseminátor      | 29. listopadu 2010 | Jan Prušinovský a Petr Kolečko | Jan Prušinovský |                         | – |
| Děj: Áda nemá jenom jednu přítelkyni. Chodí s Ilonou, Janou a doktorkou Slepičkovou. Jednou, když je zrovna u něho doma Jana, přijde Ilona, oznámí Ádovi, že je těhotná, ale potom si všimne Jany a se slzami v očích odejde. Jenže s Janou dříve chodil i Jarmil, se kterým se ale rozešla. Když mu potom Áda prozradí, že s ní chodí, naštve se a udeří Ádu didgeridem. Jenže to bylo zrovna, kdy byla u Jarmila na návštěvě Ilona a tak Áda odchází pryč. Od té chvíle se snaží nějak s Ilonou udobřit a zároveň už přestal, kvůli Iloně, chodit s Janou. Jenže si mezitím našel novou přítelkyni: knihovnici z Kostomlat. Áda se teda nakonec s Ilonou udobří, dokud Ilona nezjistí, že Áda chodí zase s nějakou novou přítelkyní. |                  |                    |                                |                 |                         | |
| |                  |                    |                                |                 |                         | |
| 14 | Derby            | 6. prosince 2010   | Jan Prušinovský                | Jan Prušinovský | 1,012                   | – |
| Děj: Blíží se derby mezi týmy: TJ Slavoj Houslice a FK Kostomlaty. Svaz rozhodčích okresu přemýšlí, kdo bude toto utkání pískat. Nabízí se Dittrich, ale s tím velká většina rozhodčích nesouhlasí, kvůli tomu, že má Dittrich až moc velký charakter. Nakonec však je na utkání vybrán právě on. Václav, Ludva a Matějka se svými kumpány jedou vlakem do Kostomlat, aby se domluvili s realizačním týmem Kostomlat, aby utkání bylo férové a aby oba týmy nepodplatily rozhodčího ve svůj prospěch. Jenže při jízdě zpátky do Houslic, zrovna když nastoupí do vagónu, ve kterém se nachází Dittrich, si k němu přisedne Matějka, podává mu obálku s penězi a prosí ho, aby v tom utkání pískal pro ně. Jenže Dittrich nesouhlasí, chce pískat fér. Mezitím Jirka s týmem se snaží vyzkoušet na Kostomlaty novou taktiku – během celého zápasu budou zticha a když si bude někdo chtít zažádat o přihrávku, musí dát nějaký signál. Jirka chce tento plán uplatnit pro hráče soupeře, kteří to rozhodně nebudou čekat a pro rozhodčího Dittricha, aby kvůli jeho „slušnosti nade vše“ nebyly vykartováni a zápas tak nebyl kontumován. Ještě před zápasem měl Dittrich pár slov ohledně křivosti pohraničních čar i třeba k obuvi Václava, jakožto předsedy klubu. Zápas začíná: Po prvním poločase, po dvou rozdaných červených kartách od rozhodčího směrem k hráčům Kostomlat a gólu Jardy, vede Slavoj 1:0. Během prvního poločasu přišel předseda a pokladník soupeře k realizačnímu týmu Houslic s tím, že je zradili a už nejsou přátelé. Před začátkem druhé půle přijde pokladník Kostomlat za Dittrichem a nabízí mu peníze za to, aby pískal proti Houslicím. Dittrich se však zachová stejně jako k Matějkovi a peněžní úplatek odmítá. Potom během nejasného návratu Jardy do hry (který dostal žlutou kartu) dostává po menší slovní gestikulaci Jirky Luňáka k Dittrichovi Jirka Mazánek červenou kartu a poté i sám Jirka Luňák, který už nedokázal udržet nervy na uzdě a pustil se do Dittricha. Zápas tak nakonec dopadl 1:1 a Dittrich je hráči Slavoje kvůli podezření z uplacení Kostomlaty lynčován. Nakonec si to ale předsedové obou týmu mezi sebou vyříkají a usmíří se. |                  |                    |                                |                 |                         | |
| |                  |                    |                                |                 |                         | |
| 15 | Svatba           | 13. prosince 2010  | Jan Prušinovský                | Jan Prušinovský | 1,010                   | – |
| Děj: Hráči Slavoje se vrací z utkání, ve kterém vyhráli 3:1. Titul a postup je pro ně už téměř jistý. Po návratu do Houslic to pořádně oslaví v Matějkově hospodě. Tam se Václav pochlubí, že už má s Toničkou naplánovanou svatbu. A také předal Jirkovi listinu kurzu na trenérskou licenci. Všichni hráči a realizační tým se raduje a slaví postup. Všichni, až na Matějku. Ten byl totiž den poté zatčen kriminální policiíi za daňové úniky a organizaci zločinu. I klub se dostává do maléru, protože po ztrátě sponzora (Jatka Matějka) a šéfa klubu mají málo peněz na to, aby mohli příští sezónu hrát o ligu výš. Ludvu napadne poprosit týmy: SK Baumruk Bodlčany a AK Kolopysky (které se nachází v pásmu tabulky, kde mají ještě šanci udržet se ve stejné lize i pro další sezónu), jestli jim finančně přispějí, když je Slavoj nechá vyhrát. Jirka a Jarda s tím souhlasí, ale Václav o tom nechce ani slyšet. V den svatby se ještě Václav otáčí k Jirkovi a zbytku mužstva, aby mu jako svatební dar nadělili výhru. Následuje svatba, která byla uspořádaná na trávníku Houslic před začátkem utkání. Na ni se začalo přemýšlet i o svatbě mezi Ádou a Ilonou. |                  |                    |                                |                 |                         | |
| |                  |                    |                                |                 |                         | |
| 16 | Návštěva z kraje | 20. prosince 2010  | Jan Prušinovský                | Jan Prušinovský |                         | Chybí: Taťána Vilhelmová jako Ilona, Pavel Nečas jako Matějka Speciální host: Petr Nárožný jako Kraj |
| Děj: Jedná se dějově o pokračování předchozí epizody. Klub je po prohře úplně zdrcený. I když si mužstvo (až na Václava) přálo prohrát, snaží se nějak před Václavem situaci nějak zatajit s tím, že soupeř byl lepší. Nato do kabiny vletí Ludva s obrovskou radostí, že klub prohrál a že získají peníze, tak aby prohráli i to další (a zároveň i poslední) utkání. Pak si všimne Václava, který se rozloučí s klubem, protože ho zradili. Tonička ale Václavovi i celému týmu zatajila to, že její bývalý manžel Hnátek šetřil peníze na postup. Navíc se také řeší, kdo bude novým předsedou klubu, jímž byl zvolen Ludva. Poté následuje předsezónní pauza. Během ní si realizační tým všímá různých nedostatků na hřišti i mimo něj (např. zničené sítě v brankách). Načež přijíždí na kontrolu pan Kraj, aby zkontroloval technický i finanční stav klubu. Výsledek však ale není úplně radostný a navíc klub zjistí, že ty peníze, které měl tým za puštěné zápasy pro své soupeře získat, nezískají, prý proto, že to nevypadalo, jako kdyby je Slavoj nechal vyhrát. Ještě se zjistí, že i když Václav se rozhodl z týmu odejít a už se nikdy nevrátit, seká v noci trávník a pomalu se snaží zchátralé hřiště i vnitřek klubovny dát zase zpátky do pořádku. A tak nakonec se hráči a hlavně Jirka Václavovi a Toničce omluví, použijí peníze od trenéra Hnátka a Václav se vrací zase zpátky do realizačního týmu. Tak může Slavoj hrát zápasy nové sezóny ve vyšší lize. Na konci poslední epizody jsou uvedeny události, které následovaly po celém seriálu. |                  |                    |                                |                 |                         | |

## Zajímavosti
- Seriál se natáčel od 28. února do 11. září 2009.
- Jako prequel seriálu slouží celovečerní film Okresní přebor – Poslední zápas Pepika Hnátka z roku 2012.
- V celém seriálu můžeme slyšet spoustu různých písniček od Michala Tučného.
- Během celého seriálu docházelo také k výměně čísel na dresech hráčů Slavoje, proto u některých je těžké určit správné číslo.
- Luděk Sobota, Ondřej Vetchý, David Novotný, Pavel Kikinčuk a Leoš Noha účinkovali ve všech epizodách.
- Původně měl hrát Václava Orla Miroslav Donutil, který později odmítl účast v seriálu.
- V seriálu měl původně hrát sám sebe Tomáš Rosický, který později z rodinných důvodů nemohl a místo něj museli změnit jméno postavy na Tomáš Vápeník, kterého si zahrál Lukáš Příkazký.
- V dorostu trénoval režiséra Jana Prušinovského trenér Oldřich Limport (1932 - 2020), který dostal v seriálu roli fanouška Slavoj Houslice Jebavého.
- V 8. díle za Ludvou Hovorkou (Pavel Kikinčuk), který mluví k posluchačům v sále, vidět tabulku okresního přeboru, kde se nachází i tým STS Chvojkovice Brod, který se vyskytl též ve filmu Jáchyme, hoď ho do stroje!.